# Angela Malestein
Antje Angela Malestein (nascida em 31 de janeiro de 1993) é uma handebolista holandesa. Integrou a seleção holandesa feminina que terminou na quarta posição no handebol dos Jogos Olímpicos de Verão de 2016, realizados no Rio de Janeiro, Brasil e na quinta posição dos Jogos Olímpicos de Verão de 2020, em Tokyo, Japão. Atualmente atua como ponta direita e joga pelo clube Ferencvárosi TC. 
Foi medalha de prata no Campeonato Mundial de Handebol Feminino de 2015, na Dinamarca.